# Schragen (Einheit)

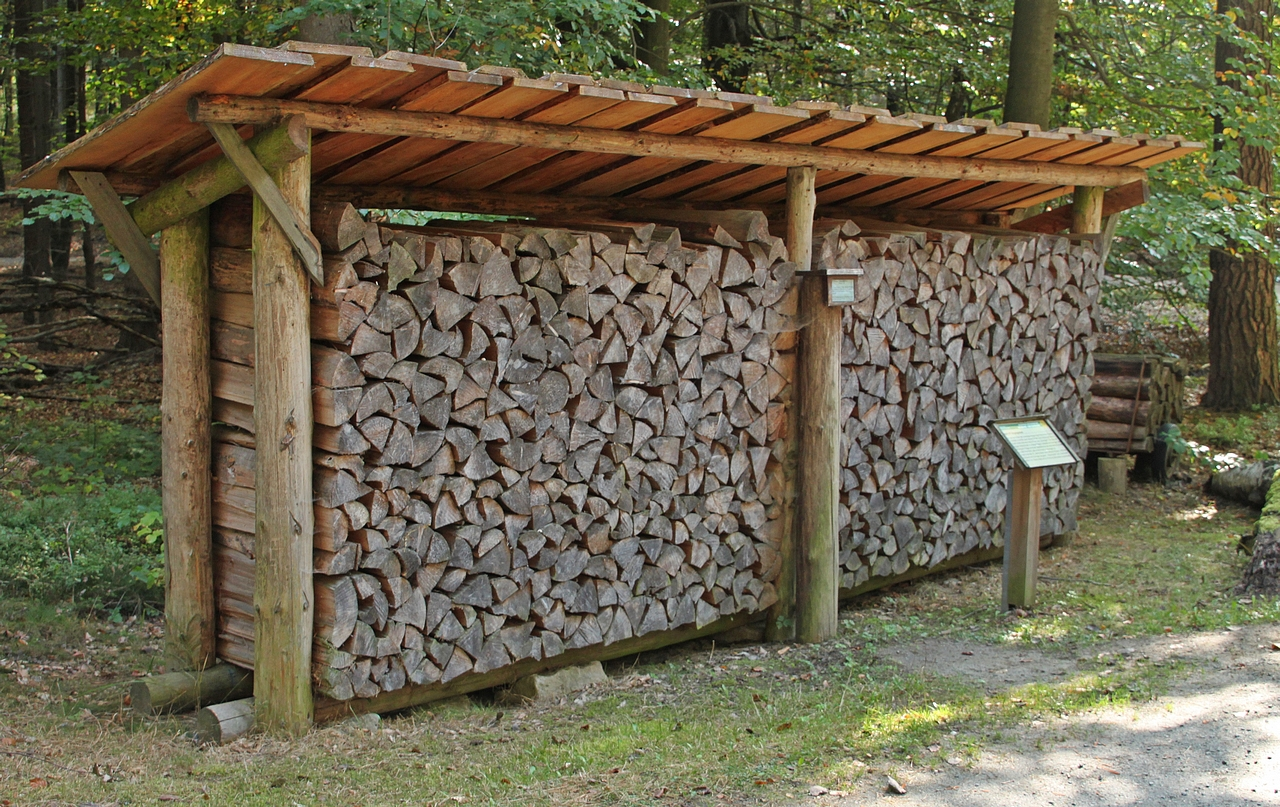
Nachbildung des alten Holzvolumenmaßes "Schragen" im Walderlebniszentrum "Waldhusche" in Hinterhermsdorf

Der Schragen war ein sächsisches Volumenmaß für Holz. Vorrangig für Brennholz wurde es auch für andere Holzarten genutzt. In alten Belegen über den Holzhandel wurde zwischen Feuerholz, Freiholz, Brauholz, Backholz  und Kaufholz unterschieden  und nach Schragen verkauft.
- 1 Schragen = 3 Klafter = 7,35832 Ster
- 1 Klafter war 6 Fuß hoch, 6 Fuß breit und 3 Fuß lang und hatte 108 Kubikfuß = 2,4528 Ster
- Leipzig 1 Schragen = 378 Kubik-Baufuß (leipz.) = 248 5/9 Pariser Kubikfuß = 8 13/25 Kubikmeter[2]

Der Schragen in Leipzig hatte als Maße:
Länge: 3 Klafter = 96 Ellen = 18 Baufuß (leipz.)
Höhe: 1 Klafter = 6 Fuß
Scheitholzlänge = 1 ¾ Ellen = 3 ½ Fuß